# Ulica św. Józefa we Wrocławiu

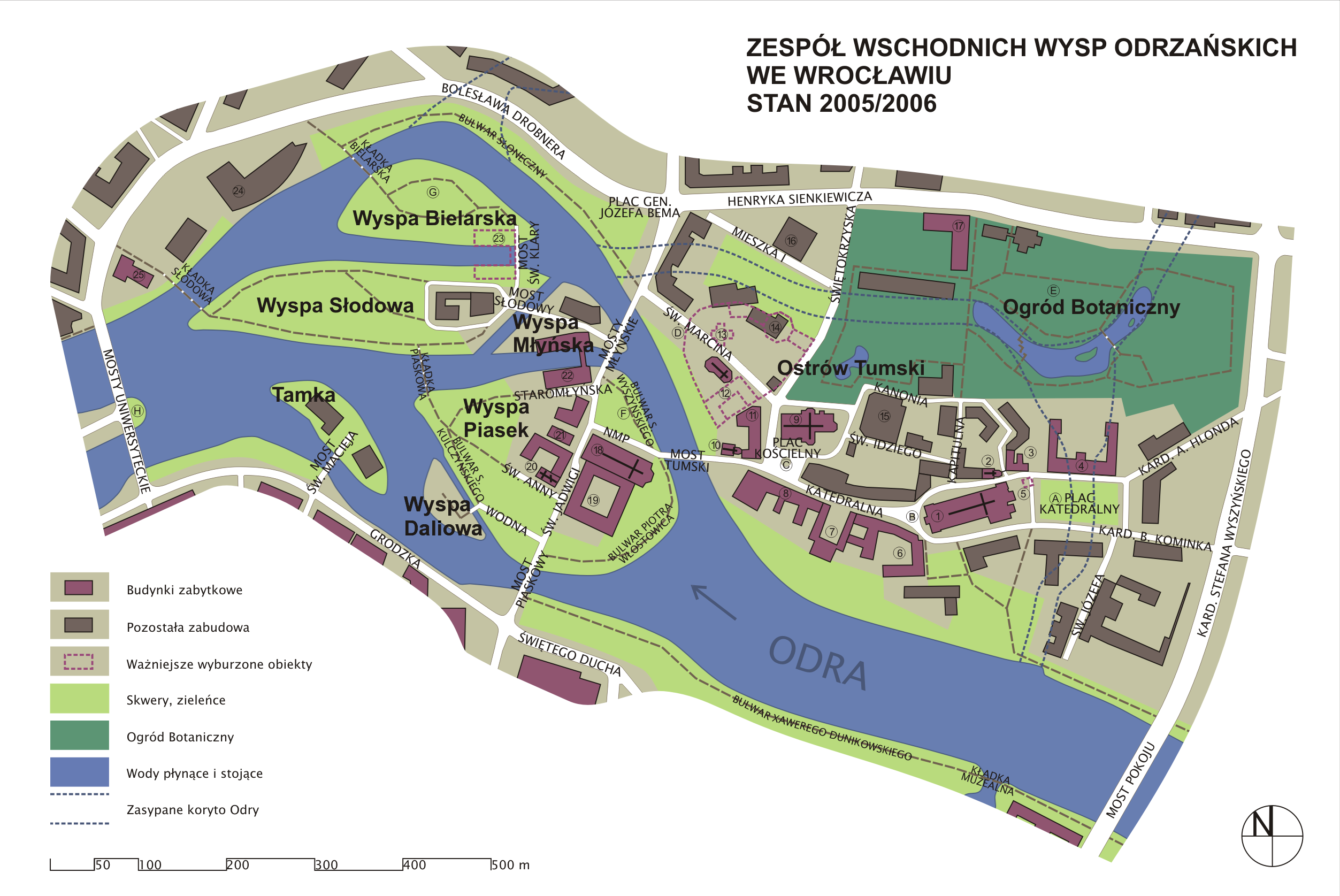
Zespół wschodnich wysp wrocławskich

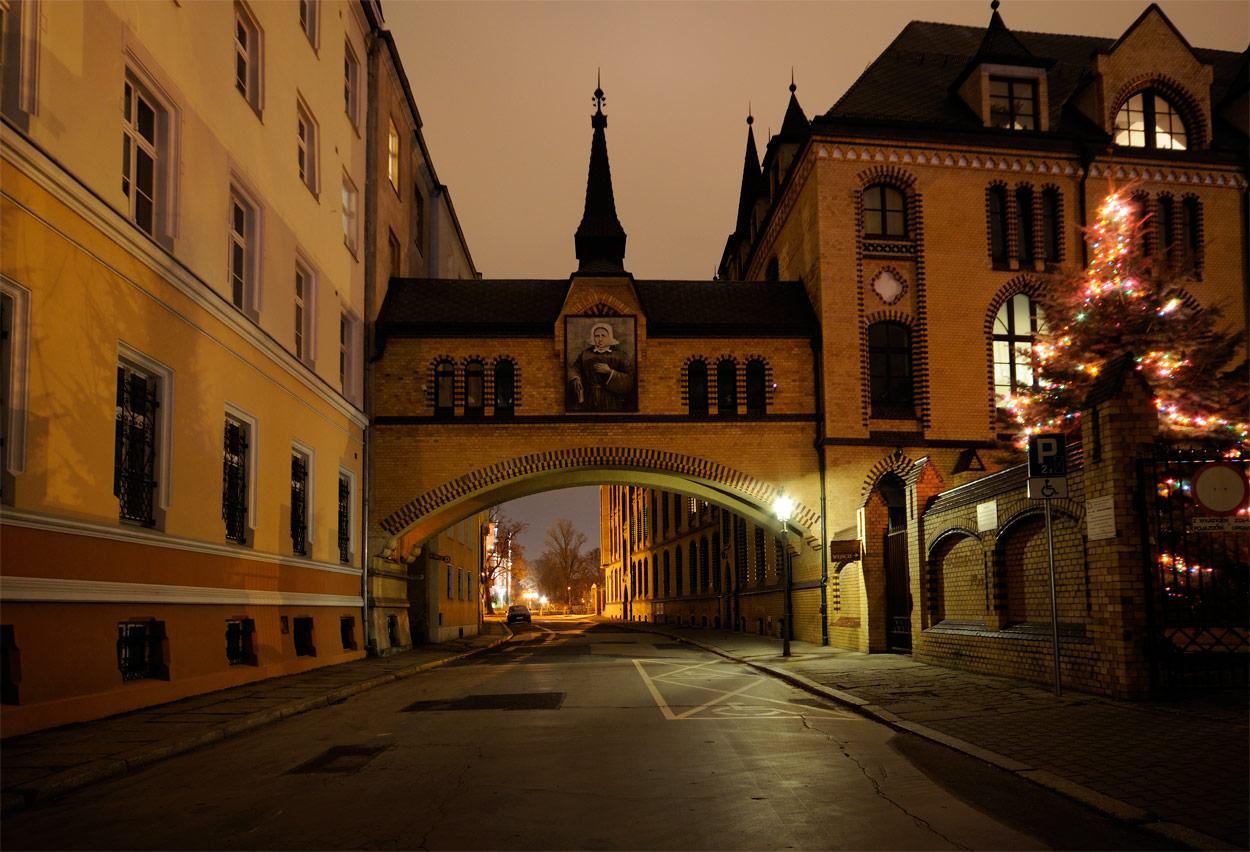
Łącznik budynków nad ulicą

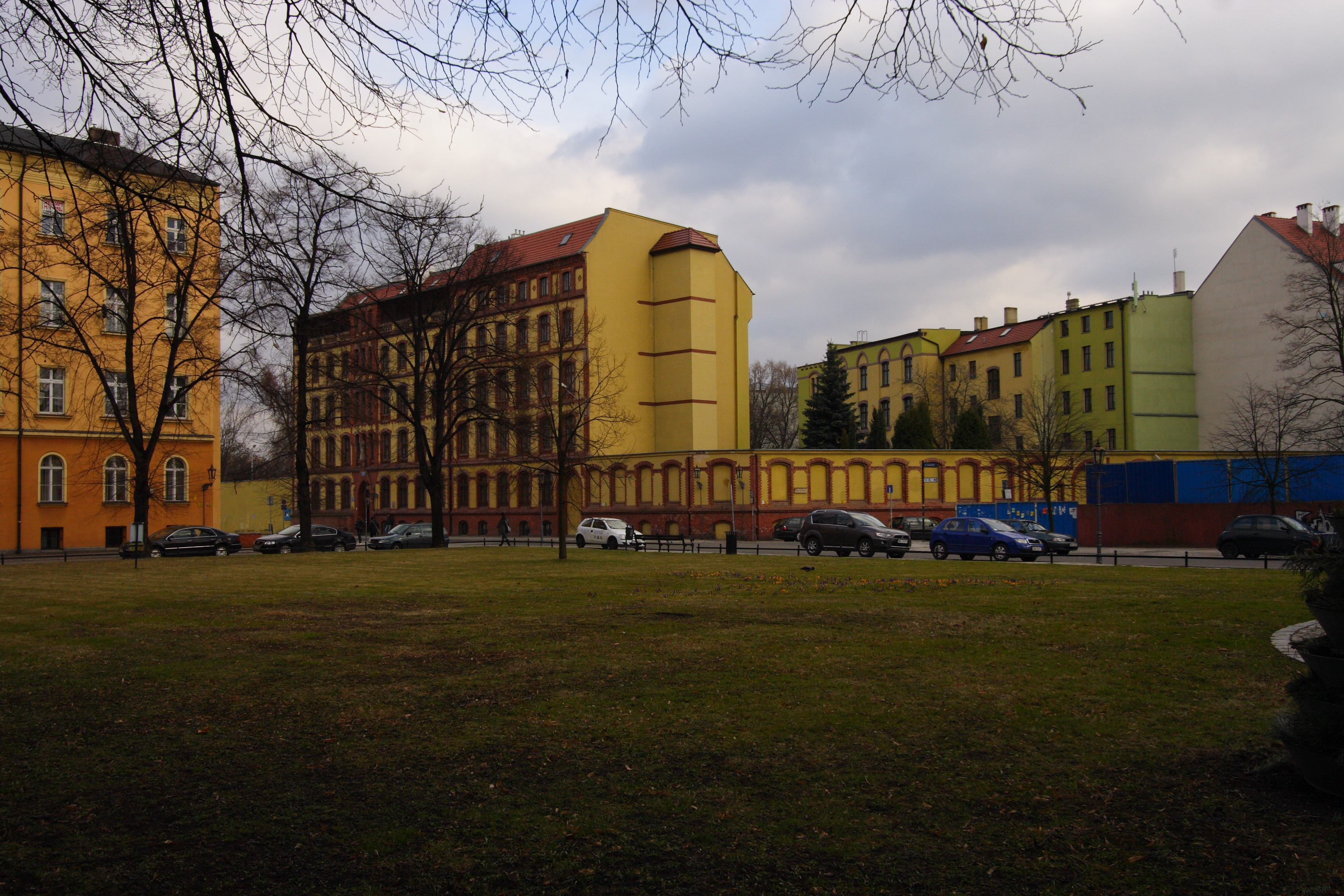
Początek ulicy (widok z placu)

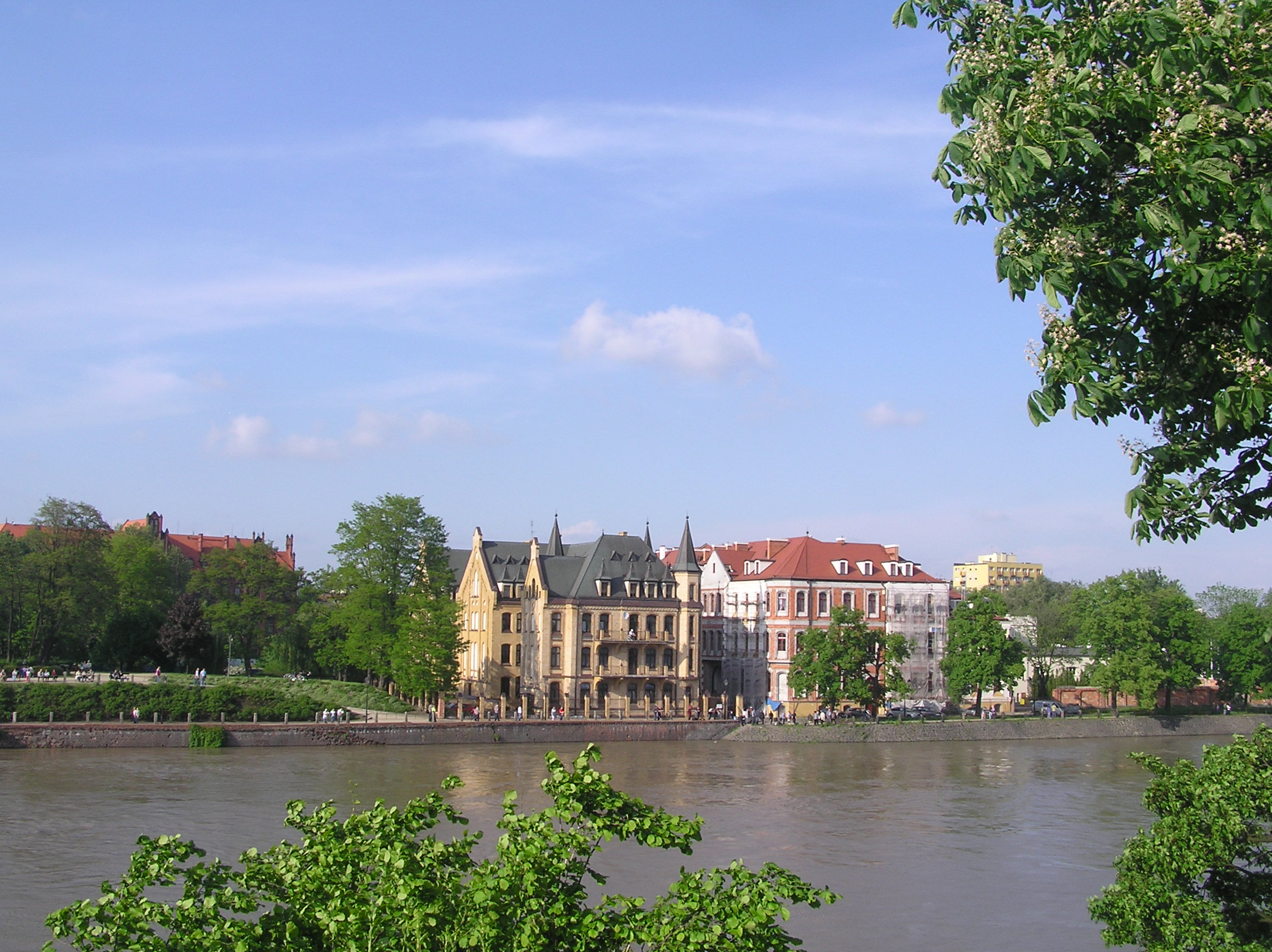
Widok ze Wzgórza Polskiego

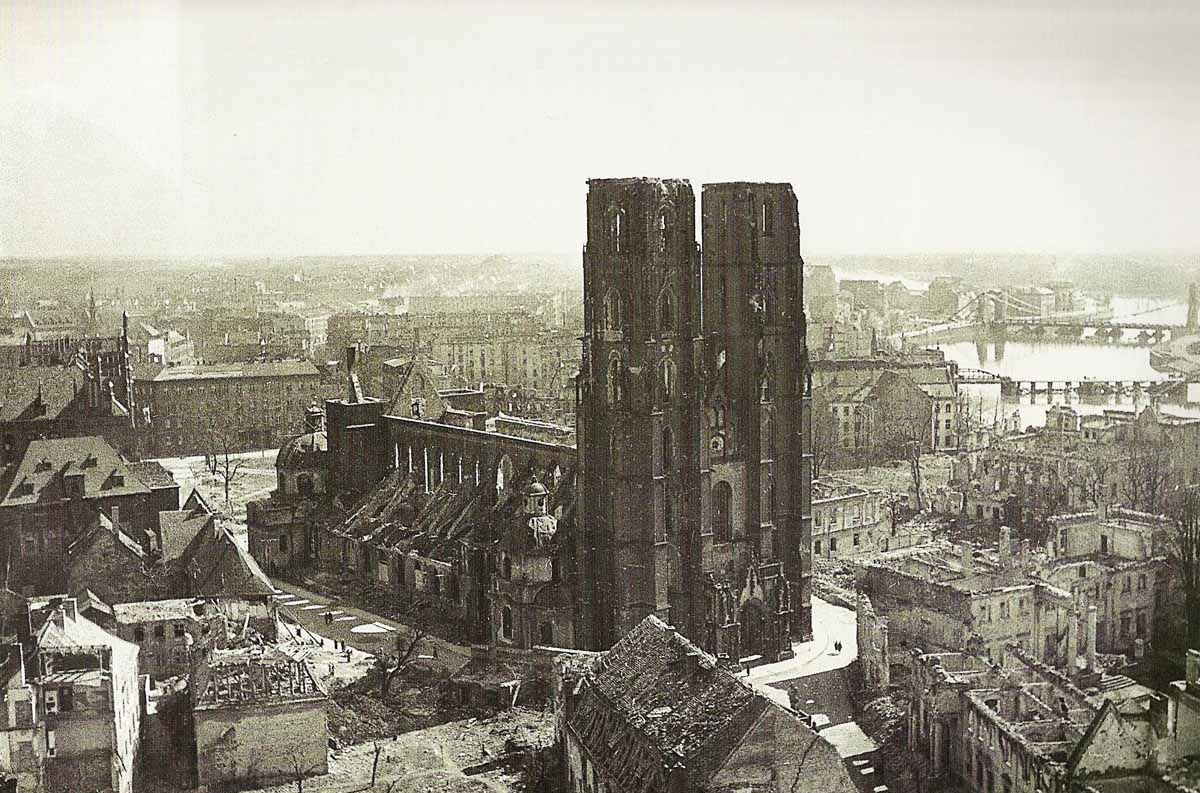
Zniszczona katedra, w tle zab. ul. św. Józefa i most

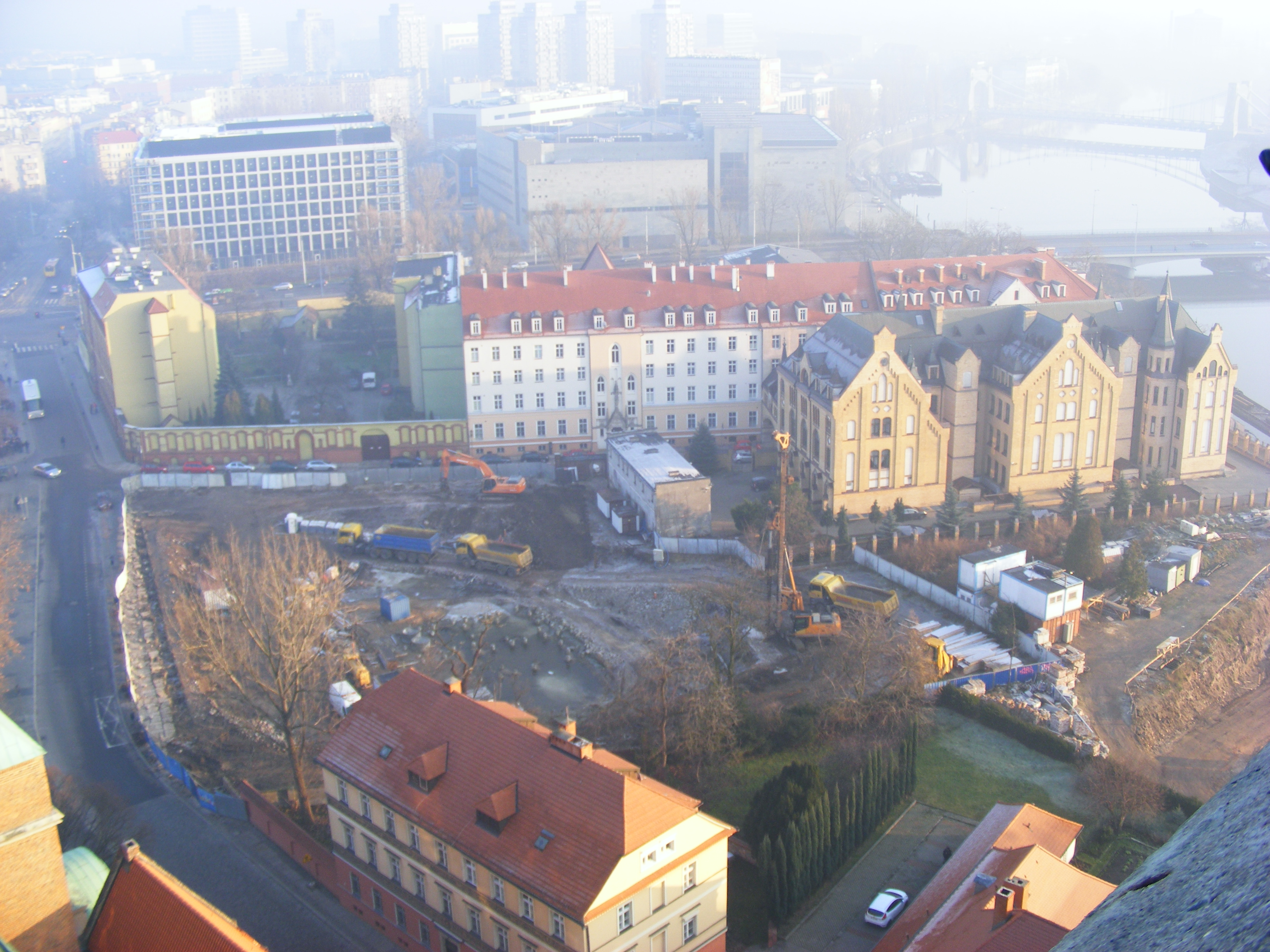
Ulica i wolny teren po ZOZ

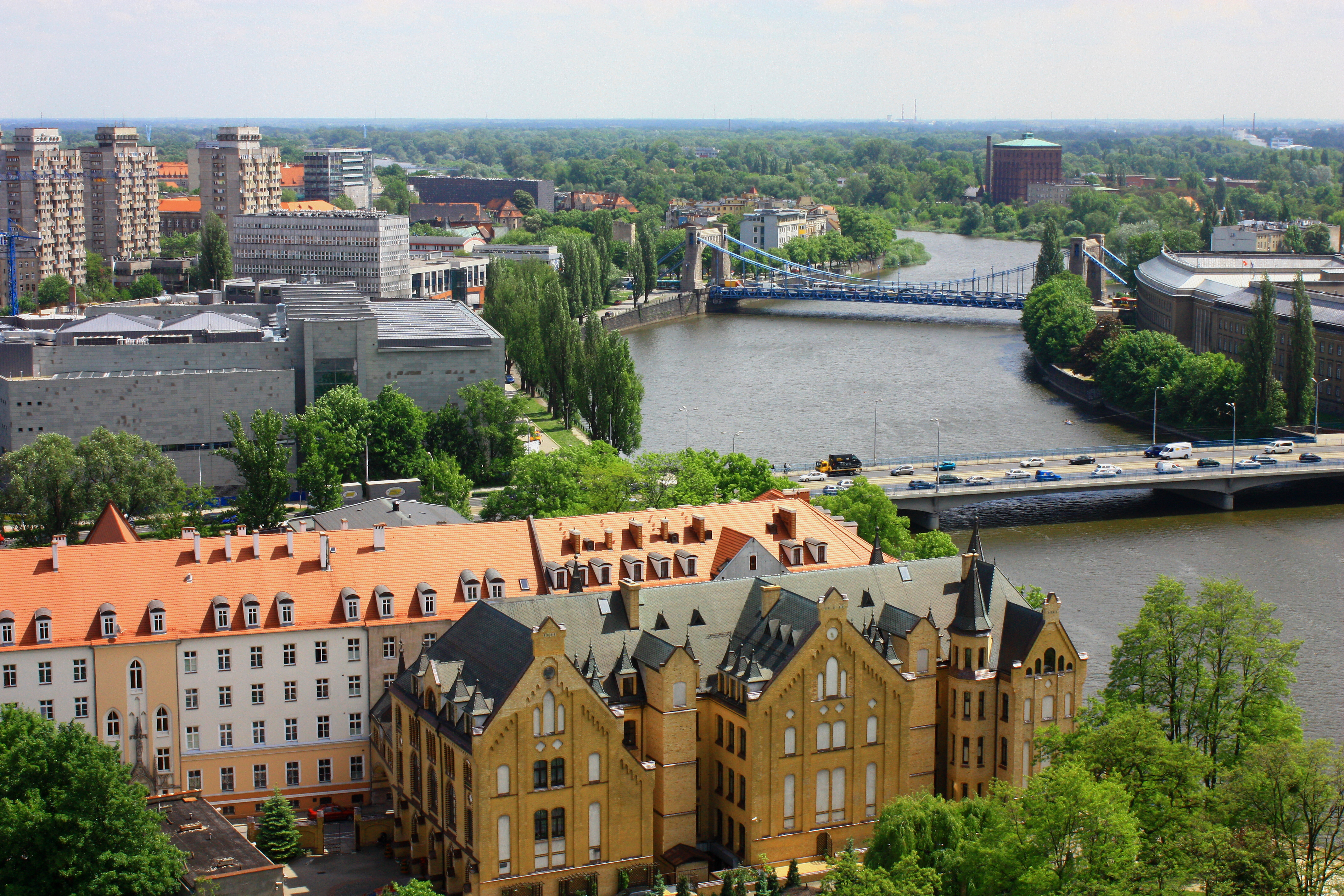
Zabudowa ulicy

Ulica świętego Józefa (Gräupenstrasse, Josephstrasse) – ulica położona we Wrocławiu na Ostrowie Tumskim, na osiedlu Stare Miasto  (obręb ewidencyjny Plac Grunwaldzki), w dawnej dzielnicy Śródmieście. Biegnie od skrzyżowania placu Katedralnego z ulicą kardynała Bolesława Kominka do bulwaru nad Odrą – Bulwar św. Matki Teresy z Kalkuty.

## Historia
Pierwotnie Ostrów Tumski stanowił wyspę otoczą ramieniem Odry, opływającym ją także od wschodu i północy, przebiegającym przez obecny plac Katedralny. Teren dzisiejszej ulicy położony był więc ówcześnie na Zatumiu. Ta jego część podlegała jurysdykcji dziekana katedralnego (archikatedra św. Jana Chrzciciela). W tym czasie zabudowana była domami o konstrukcji drewnianej i szkieletowej. Pod koniec XVIII wieku przeprowadzono rozbudowę fortyfikacji, w wyniku czego rozebrano część pierzei zachodniej ulicy.
Po rozbiórce fortyfikacji prowadzonej od 1807 roku i zasypaniu ramienia Odry, które spowodowało połączanie Zatumia z Ostrowem Tumskim, ulicę ponownie wytyczono i uregulowano w 1824 roku. Początkowo ulica biegła w obecnym miejscu do brzegu rzeki, tu skręcała w kierunku wschodnim i łączyła się z obecną ulicą Fryderyka Joliot-Curie, poprzednio noszącą nazwę ulicy Nadbrzeżnej. Po wybudowaniu odcinka obecnej ulicy Kardynała Stefana Wyszyńskiego od ulicy Kardynała Augusta Hlonda około 1874 (1875) roku do zbudowanego tu mostu (w miejscu współczesnego Mostu Pokoju), wszystkie ulice łączyły się tu na skrzyżowaniu przy prawym przyczółku ówczesnego mostu. Pierwotnie przy tej ulicy dominowali handlarze takimi towarami jak kasza i zboże. Jednak w późniejszym okresie ulicę zabudowano nowymi obiektami o całkiem nowym przeznaczeniu, które całkowicie zmieniła charakter ulicy. W 1857 roku Siostry Śląskie św. Elżbiety nabyły na rzecz klasztoru karczmę tu położoną i ją zaadaptowały do swoich potrzeb. Po 1864 roku rozpoczęto budowę konwiktu chłopięcego kreując nowe zagospodarowanie zachodniego, początkowego odcinka pierzei ulicy, przy czym obiekt przypisany był do placu Katedralnego. Następnie przy ulicy powstały wielkie neogotyckie gmachy: klasztor klasztoru sióstr szarytek św. Elżbiety z zabudową towarzyszącą jak kaplica i domy mieszkalne z lat 1881–1887 oraz szpital, który nosił imię świętego Józefa z lat 1887–1890 oraz budynek nowicjatu z lat 1900–1901, a w latach 1890–1992 nastąpiła dalsza rozbudowa, w tym wybudowano nową kaplicę Oratorium św. Józefa. W północnej części ulicy po stronie wschodnie powstał także klasztor Zgromadzenia Sióstr Maryi Niepokalanej położony przy obecnej ulicy Kardynała Bolesława Kominka.
Podczas działań wojennych jakie były prowadzone w czasie oblężenia Wrocławia z 1945 roku ulica i zabudowa doznały znacznych zniszczeń. Między innymi 16 lutego 1945 r. podczas nalotu lotniczego siedem bomb trafiło w dom macierzysty sióstr szarytek i szpital. Dom sióstr szarytek wraz z kaplicą zostały zniszczone, szkody poniósł również budynek nowicjatu, gdzie zburzona została kaplica Serca Jezusowego. 2 kwietnia 1945 r. spłonął szpital. W związku z tym po wojnie przeniesiono go do budynku dawnego nowicjatu i nadano mu imię Rafała Czerwiakowskiego, urodzonego w 1743 r., zmarłego w 1816 r., wybitnego lekarza zwanego ojcem chirurgii polskiej. Dom zakonny odbudowano ze zmienioną fasadą z wyjątkiem środkowej, neogotyckiej części wejściowej. Zniszczeniu uległ także dom przy ulicy Kardynała Bolesława Kominka 1, którego elewacja zachodnia stanowiła część wschodniej pierzei ulicy świętego Józefa. Pozostał tylko stylizowany mur stanowiący ogrodzenie posesji Domu Zakonnego Zgromadzenia Sióstr Marii Niepokalanej. Zniszczeniu uległ także budynek konwiktu chłopięcego, a w jego miejsce wprowadzono nową zabudowę obejmującą wybudowany w latach 1968–1970 Zespół Opieki Zdrowotnej dla Szkół Wyższych według projektu J. Frydeckiego, obecnie rozebrany. Teren po ZOZ obecnie zagospodarowany został na obiekty usług, w tym związanych z turystyką i hotel. Część obiektów odbudowano w latach 90. XX wieku.
Po wojnie i budowie w latach 1954–1959 Mostu Pokoju połączonej z modernizacją ulic dojazdowych, ulice Kardynała Stefana Wyszyńskiego, Fryderyka Joliot-Curie, i świętego Józefa straciły połączenie, zlikwidowano skrzyżowanie, a odcinek nabrzeżny świętego Józefa został częściowo zlikwidowany.

## Nazwa
W swojej historii ulica nosiła następujące nazwy własne:
- Gräupenstrasse[1]; Neue Graupenstrasse (Gräupnergasse – Krupiarska), do 1902 r.[4][23]
- Josephstrasse[1]; Josefstrasse, od 1902 r. do 1945 r.[3][4]
- Ulica Świętego Józefa, od 1945 r.[1][3][4][5].

Nazwa ulicy Gräupenstrasse, Neue Graupenstrasse (Gräupnergasse – Krupiarska) wywodziła się z faktu, że przy tej ulicy mieszkali krupnicy zajmujący się handlem kaszą i zbożem. Późniejsza nazwa Josephstrasse (Josefstrasse) wywodziła się od położonego tu szpitala pod tym wezwaniem. Współczesna nazwa została nadana przez Zarząd Miejski i ogłoszona okólnikiem nr 94 z 20.12.1945 r.

## Układ drogowy
Do ulicy przypisana jest droga gminna o długości 152 m. Ulica ta przeznaczona jest dla ruchu pieszego, z zapewnieniem dojazdu do obiektów wyłącznie dla ich użytkowników, pojazdów specjalnych i dostawczych.
Ulice i place łączące się z ulicą Mieszka I
- plac Katedralny[5][25]
- ulica Kardynała Bolesława Kominka[26]
- bulwar św. Matki Teresy z Kalkuty we Wrocławiu[5][7][27].

## Zabudowa i zagospodarowanie
Początek ulicy znajduje się przy skrzyżowaniu z placem Katedralnym i ulicą Kardynała Bolesława Kominka. Tutaj oś widokową z ulicy zamyka przedłużenie jezdnią przypisaną do placu wraz jej zagospodarowaniem: po stronie wschodniej kamienice przy placu pod numerami 11-12, a po stronie zachodniej skwer.
Obszar po wschodniej stronie ulicy zajmują zamknięte tereny Domu Zakonnego Zgromadzenia Sióstr Marii Niepokalanej przy ulicy Kardynała Bolesława Kominka 3-5 oraz Zespół klasztorny Sióstr Szarytek, ob. Zgromadzenie Sióstr św. Elżbiety, przy ulicy świętego Józefa 1-3. Cały ten kwartał zabudowy, objęty ulicami: kardynała Bolesława Kominka, kardynała Stefana Wyszyńskiego, świętego Józefa i Bulwarem św. Matki Teresy z Kalkuty, przeznaczony jest na szeroko rozumiane funkcje sakralne w tym sakralnego mieszkalnictwa zbiorowego. Dopuszcza się tu pierzejową zabudowę uzupełniającą, w nawiązaniu do istniejących budynków po obrysie kwartału, w tym w północnym odcinku pierzei wschodniej tej ulicy oraz przy ulicy Kardynała Bolesława Kominka.
Po zachodniej stronie ulicy w północnej części przy placu Katedralnym znajduje się teren po dawnym konwikcie chłopięcym i późniejszym ośrodku zdrowia dla szkół wyższych, który został rozebrany, po numerami 8-9. Przeznaczono go pod zabudowę hotelową i usługową, narzucając ograniczenia w zabudowie i stawiając wymagania co do nawiązania architektonicznego do zabudowy okalającej oraz ekspozycji obiektu od strony placu Katedralnego i ulicy św. Józefa. Współcześnie teren ten został zabudowany nowym obiektem. Dalej pierzeję zachodnią stanowi Zakład Opiekuńczo-Leczniczy Zgromadzenia Sióstr św. Elżbiety, pod numerami 2-4. Na końcowym krótkim odcinku ulicy znajduje się wejście na teren ogrodu, niegdyś stanowiącego część Bulwaru Odrzańskiego, a obecnie częściowo zabudowanego nowym obiektem stanowiącym rekonstrukcję Alumnatu. Przy tych pracach usunięto wtórny nasyp, który oceniano jako zniekształcający panoramę Ostrowa Tumskiego.
Ulica kończy się na bulwarze św. Matki Teresy z Kalkuty, poprzednio Bulwar Odrzański. Stąd rozpościera się widok na Odrę, jej ramię nazywane Odrą Główną, w tym miejscu jej górny odcinek, oraz przeciwległy, lewy brzeg, na którym znajduje się Muzeum Narodowe, Zatoka Gondoli z Kładką Muzealną oraz nieco dalej Wzgórze Polskie z Bastionem Ceglarskim.

## Ochrona i zabytki
Obszar, na którym położona jest ulica świętego Józefa, podlega ochronie w ramach zespołu urbanistycznego Ostrowa Tumskiego i wysp: Piaskowej, Bielarskiej, Słodowej i Tumskiej, wpisanego do rejestru zabytków pod nrem rej.: 195 z 15.02.1962 r. oraz A/678/213 z 12.05.1967 r.. Inną formą ochrony tych obszarów jest ustanowienie historycznego centrum miasta, w nieco szerszym obszarowo zakresie niż wyżej wskazany zespół urbanistyczny, jako pomnik historii  . Samo miasto włączyło ten obszar jako cenny i wymagający ochrony do Parku Kulturowego "Stare Miasto", który zakłada ochronę krajobrazu kulturowego oraz uporządkowanie, zachowanie i właściwe kształtowanie krajobrazu kulturowego i historycznego charakteru najstarszej części miasta . Ograniczeniom podlega również kształtowanie nawierzchni drogowych, polegające na obowiązku ich wykonywania jako nawierzchni z kostki kamiennej lub klinkierowej w nawiązaniu do historycznych nawierzchni zabytkowych.
Przy ulicy i w najbliższym sąsiedztwie znajdują się następujące zabytki:
| nr                              | obiekt | powstanie                          | nr rej.                            | foto |
| ------------------------------- | --- | ---------------------------------- | ---------------------------------- | ---- |
| ul. kardynała Bolesława Kominka | |                                    |                                    |      |
| 3-5                             | Dom Zakonny Zgromadzenia Sióstr Marii Niepokalanej elewacja zachodnia i mur okalający posesję – pierzeja wschodnia                                                                                     | ok. 1870 r.                        | mpzp, GEZ                          |      |
| ul. świętego Józefa             | |                                    |                                    |      |
| 1-3                             | Zespół klasztorny Sióstr Szarytek, ob. Zgromadzenie Sióstr św. Elżbiety pierzeja wschodnia w tym: | 1875 r., 1882 r., 1887 r., 1948 r. | 197/A/03/1-3 z dnia 18.07.2003 r.  |      |
| 1-3                             | budynek główny z refektarzem i kaplicą, klasztor | l. 1881-1882                       | 197/A/03/1-3 z dnia 18.07.2003 r.  |      |
| 1-3                             | oratorium św. Józefa | 1892 r.                            | 197/A/03/1-3 z dnia 18.07.2003 r.  |      |
| 1-3                             | budynek z bramą przejezdną (budynek bramny} | 1887 r.                            | 197/A/03/1-3 z dnia 18.07.2003 r.  |      |
| 2-4                             | Szpital św. Józefa St.Joseph-Krankenhaus der Grauen Schwestern, nast. Zakład Opiekuńczo-Leczniczy Zgromadzenia Sióstr św. Elżbiety, dawny budynek nowicjatu pierzeja zachodnia                         | lata 1887-1890 (1900-1902)         | A/1400/535/Wm z dnia 15.03.1994 r. |      |
| pl. Katedralny                  | |                                    |                                    |      |
| n.d.                            | Ogrody klasztorne Sióstr Szarytek, ob. część – ogród Zakładu Opiekuńczo-Leczniczego Zgromadzenia Sióstr św. Elżbiety, część teren inwestycyjny krótki fragment ogrodzenia z bramą – pierzeja zachodnia | XIX/XX w.                          | mpzp, GEZ                          |      |